# Morgen kommt ein neuer Himmel
Morgen kommt ein neuer Himmel (Originaltitel The Life List) ist ein US-amerikanischer Spielfilm aus dem Jahr 2025 von Regisseur und Drehbuchautor Adam Brooks mit Sofia Carson, Kyle Allen und Sebastian De Souza. Das Drehbuch basiert auf dem gleichnamigen Roman von Lori Nelson Spielman. Auf Netflix wurde der Film am 28. März 2025 veröffentlicht.

## Handlung
Nach dem Krebstod von Elizabeth Rose eröffnet Anwalt Bradley „Brad“ Ackerman der Tochter Alex, Sohn Lucas, dessen Frau Zoe, Sohn Julian und dessen Frau Catherine deren Testament. Das Familienunternehmen Rose Cosmetics wird zu je 20 Prozent unter den fünf Personen aufgeteilt, wobei die Geschäftsführung an Schwiegertochter Catherine geht. Der Anteil von Alex wird für einen späteren Zeitpunkt zurückgehalten und ist an die Erfüllung von Bedingungen geknüpft. Außerdem wird Alex als Head of Marketing entlassen. 
Von Brad erhält Alex eine DVD mit einem Video. Darauf erinnert sie ihre Mutter an eine Liste mit Kindheitsträumen, die Alex im Alter von 13 Jahren geschrieben hatte. Nach jeder erledigten Aufgabe von der Liste soll sie von Brad eine weitere DVD erhalten. Nach Erfüllung der Aufgaben soll Alex ihren Erbteil erhalten. Zu den Herausforderungen zählen unter anderem die Teilnahme an einer Open-Mic-Nacht in einem Comedy-Club, eine großartige Lehrerin zu sein und die Aussöhnung mit ihrem Vater.
Zoe erinnert Alex an den Liebestest von Elizabeth bestehend aus vier Fragen. Alex trennt sich daraufhin von ihrem Freund Finn und nimmt die Herausforderungen ihrer Mutter an. Nach der Teilnahme an einem Comedy-Stand-Up unterrichtet sie ehrenamtlich Schüler in einem Heim. Nachdem sie mit dem Schüler Ezra Schwierigkeiten hat, sucht sie Garrett Taylor, den Koordinator des Heims, auf, der ihr Tipps zum Umgang mit ihm gibt. Bei einem Abendessen mit ihrem entfremdeten Vater Sam erfährt Alex, dass ihr leiblicher Vater der Musiker Johnny Alvarez ist. 
Nachdem Alex weiter Probleme mit Ezra hat, sucht sie erneut Garrett auf, der sie auf eine Wohltätigkeitsveranstaltung einlädt. Dort trifft sie auf Brad und dessen Freundin Nina. Alex und Garrett küssen sich und beginnen eine Beziehung. Nach einer Party mit Megan, der Freundin von Alex, wirft Garrett Alex vor, nur mit ihm zusammen zu sein, um die Liste für ihr Erbe abzuarbeiten.
Nachdem Johnny Alvarez ausfindig gemacht werden konnte, fährt Alex mit Brad und Nina nach Vermont, um dort Johnny zu überraschen. Nina stellt fest, wie gut sich Alex und Brad verstehen und kehrt an ihren Arbeitsplatz nach New York zurück. Alex und Johnny lernen sich etwas kennen und verabreden sich für den nächsten Tag. Alex und Brad verbringen eine gemeinsame Liebesnacht. Nachdem Johnny am nächsten Morgen nicht wie vereinbart auftaucht, fahren Brad und Alex nach Hause. Dort gesteht Brad Alex, dass Nina und er die Beziehung wegen Alex beendet haben.
Nach einer Aussprache mit ihren Brüdern Lucas und Julian versöhnt sich Alex mit Sam. In der Anwaltskanzlei ist sie überrascht, Brad nicht zu sehen, der mittlerweile Partner der Kanzlei wurde. Sie erwartet, ihr Erbe nicht zu erhalten, da die Liste nicht vollständig ist und sie die wahre Liebe noch nicht gefunden hat. Tatsächlich erhält Alex aber die Eigentumsurkunde für das Haus ihrer Mutter. In ihrem letzten Video bittet Elizabeth sie, weiter nach der wahren Liebe zu streben. Alex gesteht Brad schließlich, dass er alle vier Kriterien des Liebestests erfüllt, und die beiden küssen sich.

## Besetzung und Synchronisation
Die deutschsprachige Synchronisation übernahm die FFS Film- & Fernseh-Synchron. Dialogregie führte Julia Bisasso, das Dialogbuch schrieb Frank-Michael Helmke.
| Rolle         | Darsteller             | Synchronsprecher          |
| ------------- | ---------------------- | ------------------------- |
| Aaron         | Khouri St. Surin       | Louiz El-Hosri            |
| Alex          | Sofia Carson           | Jodie Blank               |
| Brad          | Kyle Allen             | Konrad Bösherz            |
| Catherine     | Rachel Zeiger-Haag     | Katharina Schwarzmaier    |
| Chloe         | Valeria Marrero        | Luisa Viktoria Krauth     |
| Elizabeth     | Connie Britton         | Melanie Pukaß             |
| Ezra          | Luca Padovan           | Jaron Müller-Schuch       |
| Finn          | Michael Rowland        | Julian Tennstedt          |
| Garrett       | Sebastian De Souza     | Jonas Lauenstein          |
| Jackson       | Ben Warheit            | Roland Wolf               |
| Johnny        | Jordi Mollà            | Cristián Lehmann Carrasco |
| Julian        | Federico Rodriguez     | Tim Knauer                |
| Kelly         | Kimberly Dodson        | Vanessa Frankenbach       |
| Lucas         | Dario Ladani Sanchez   | David Brizzi              |
| Megan         | Chelsea Frei           | Cornelia Waibel           |
| Mr. Sullivan  | Jonathan Lipnick       | Uwe Büschken              |
| Ms. Howard    | Donnetta Lavinia Grays | Melle Semder              |
| Nell          | Shannon Barnes         | Franziska Trunte          |
| Oscar         | Anderson Zemon         | Anton Folke Hadel         |
| Patrick Ewing | Patrick Ewing          | Samuel Zekarias           |
| Sally Wyman   | Mary Joy               | Almut Zydra               |
| Samuel        | José Zúñiga            | Marcus Off                |
| Zoe           | Marianne Rendón        | Flavia Vinzens            |

## Produktion
Der Film wurde von 3dot productions produziert, als Produzentin fungierte Liza Chasin. Die Dreharbeiten fanden im Frühjahr 2024 in Nyack im US-Bundesstaat New York statt, Drehort war unter anderem die First Reformed Church in Nyack.
In den USA erhielt der Film ein PG-13-Rating. Die Kamera führte Florian Ballhaus, die Musik schrieb Will Bates, die Montage verantwortete Peter Teschner. Das Szenenbild gestaltete Lisa Myers und das Kostümbild Madeline Weeks.

## Soundtrack von Will Bates
- Our House[8]
- Gowanus
- It's Back
- Four Questions
- You're My Whale
- Sweet Home
- Something That Scares You
- Subway Story
- The List
- Adjoining Rooms
- Sad Alex
- He Didn't Show
- A Staring Contest
- No More Goodbyes
- More Than A Friend
- A New Year
- Full Moon In Brooklyn

## Rezeption

### Kritiken
Oliver Armknecht vergab auf film-rezensionen.de fünf von zehn Punkten. Es gebe vereinzelt schöne Momente, aber auch viel 08/15. Für einen Film, der dazu auffordert, mutig zu sein und Neues auszuprobieren, ruhe sich die Sammlung von Klischees schon ein bisschen arg auf Bewährtem aus.

### Abrufe
Am 30. März 2025 belegte der Film in den Netflix-Charts in 71 Ländern den ersten Platz.
Laut Marktforschungsunternehmen Nielsen verzeichnete der Film im ersten Halbjahr 2025 insgesamt 2,69 Milliarden Streaming-Minuten und lag damit unter den erfolgreichsten Filmen im Streaming-Bereich auf Platz 16. Nach Angaben von Netflix war der Film in der ersten Hälfte des Jahres 2025 auf Platz 3 der meistgesehenen Filme mit 95,5 Millionen Views.